# Kaštel Žegarski
Kaštel Žegarski est un village de la municipalité de Obrovac (Comitat de Zadar) en Croatie. Au recensement de 2011, la ville comptait 135 habitants.